# Tropski i suptropski travnjaci, savane i šikare
Tropski i suptropski travnjaci, savane i šikare su biom koji se nalazi u polusuhim do poluvlažnim područjima. Krajolikom travnjaka dominiraju trave i slične zeljaste biljke. U savani postoji raštrkano drveće. U šikarama dominira drvenasto ili zeljasto žbunje.
Količina godišnjih oborina u tropskim i suptropskim travnjacima, savanama i šikarama je između 450 i 1500 milimetara; ovo može mnogo ovisiti o sezoni, a ponekada sva kiša padne u samo nekoliko tjedana.
Tropski i suptropski travnjaci, savane i šikare se pojavljuju na svim kontinentima osim Antarktika. Rašireni su u Africi, ali ih se može naći i u južnoj Aziji, sjevernim dijelovima Južne Amerike i Australije, kao i na jugu Sjedinjenih Američkih Država.
Afrička savana se pojavljuje u područjima između šumskih i travnatih regija. Klima varira, s prosječnom temperaturom od 27°C, a najviše 30°C u travnju i listopadu; godišnja količina oborina je između 300 i 1500 milimetara. U floru spadaju:
- Akacije (drvo)
  - Gubi lišće tijekom sušne sezone kako bi očuvala vlagu
  - Tijekom kišne sezone ima lisnatu krošnju
- Baobab (drvo)
  - Skladišti vodu u deblu
  - Ima debelu koru kako bi se odbranio od požara tijekom sušne sezone
  - Ima dugo korjenje kako bi dosegnuo vlagu duboko u tlu
  - Ima malo lišća kako bi smanjio gubitak vlage tijekom transpiracije
- Trave
  - Brzo raste do 3 ili 4 metra uvis
  - Izdanci odumiru tijekom sušne sezone i ostaje samo korjenje
- Nisko grmlje
  - Otporno na sušu
  - Maleno
  - Ima trnje umjesto lišća

## Živi svijet
Raznolikost biljnih i životinjskih vrsta je obično visoka. Bivoli, žirafe, impale, gazele, gerenuci, gnuovi, zebre, nosorozi i slonovi se hrane travom i lišćem drveća. Ovi biljožderi su hrana za mesoždere poput lavova, geparda, leoparda, šakala i hijena.